# 東京横浜電鉄
東京横浜電鉄株式会社（とうきょうよこはまでんてつ）は東急電鉄の前身の一つ。1924年に武蔵電気鉄道が社名変更して（旧）東京横浜電鉄となって独自の発展をし、1939年に目黒蒲田電鉄に合併して（新）東京横浜電鉄に生まれ変わり、 1942年の「大東急」の発足に繋がった。

## 概要
東京横浜電鉄株式会社には、新・旧のふたつがあった。まず1924年、武蔵電気鉄道が社名変更して（旧）東京横浜電鉄（現在の東横線の母体）となった。そして1939年、姉妹会社である目黒蒲田電鉄に吸収合併される形を採ったが、五島慶太が「東横線が我々の祖業である、この線が滞りなく走っていれば東急の事業は安泰だ」 と語っているように、名称を逆に（新）東京横浜電鉄とし事実上の主力となったのである。
なお、（旧）東京横浜電鉄と目黒蒲田電鉄はともに設立当初より五島慶太が専務取締役に就任、経営も関連しているが、会社の発展を見やすく提示するためにそれぞれを独立したページとして記述する。

## 沿革
当社の歴史は、1924年に武蔵電気鉄道が社名変更して（旧）東京横浜電鉄となり、武蔵電気鉄道の常務取締役五島慶太が新会社の専務取締役となった時に始まる。
会社はまず1926年（大正15年）2月に丸子多摩川（現・多摩川） - 神奈川間（14.7 km）を開通させ、目蒲線との相互乗り入れにより、目黒 - 神奈川間直通運転を開始した。そして1927年（昭和2年）8月には渋谷 - 丸子多摩川間（9.1 km）を開通させ、渋谷 - 神奈川間（23.9 km）直通運転を開始して、東横線と呼んだ。東横線はその後も横浜側で延伸工事を進め、1932年には桜木町まで延ばした。
その間、会社は沿線の開発に努め、次のような施策を施した。
- 1926年には新丸子地区、1927年には菊名地区の土地分譲を始めた。
- 1929年、日吉台の土地を慶應義塾大学に寄付した。
- 1931年、綱島温泉の浴場経営を始めた。
- 1934年、渋谷に東横百貨店を開業した。
- 1935年、川崎市木月の土地を法政大学に寄付した。

また鉄道事業では1936年に玉川電気鉄道を傘下に収め、1938年にこれを合併した。かくして「玉電」（玉川線）が傘下に入った。
1939年10月、（旧）東京横浜電鉄は目黒蒲田電鉄に吸収合併され、その後の臨時株主総会で目黒蒲田電鉄は社名を逆に「（新）東京横浜電鉄株式会社」と変更した。こうして（新）東京横浜電鉄が生まれた。
その後、太平洋戦争も始まって戦時色が極めて強くなった1942年5月1日、（新）東京横浜電鉄は陸上交通事業調整法の趣旨に則り、同じ五島慶太が社長を務めていた京浜電気鉄道、（旧）小田急電鉄を合併して、社名を「東京急行電鉄株式会社」（大東急）と変更し、ここで東京横浜電鉄の名称がなくなった。「大東急」は1944年になってさらに京王電気軌道を合併して、「大東急」が完成した。
それ以後の動きについては東急電鉄を参照。

## 社史年表

### 前史
- 1908年（明治41年）5月8日 - 武蔵電気鉄道に対し仮免許状下付（豊多摩郡渋谷村-平沼停車場、荏原郡調布町-蒲田停車場間）[6]
- 1910年（明治43年）5月16日 - 武蔵電気鉄道（株）、仮免許状下付（東海道本線平沼駅-横浜市蓬莱町間）[7]
- 1910年（明治43年）6月22日[2] - 武蔵電気鉄道（資本金350万円）設立[8]社長に岡田治衛武、取締役に根津嘉一郎 (初代) 、岩下清周、小野金六らが就任
- 1911年（明治44年）1月9日 - 武蔵電気鉄道（株）、本免許状下付（豊多摩郡渋谷村字広尾町天現寺橋-横浜市平沼町、荏原郡調布町字下沼部-蒲田停車場間）[9]
- 1911年（明治44年）3月10日 - 武蔵電気鉄道（株）、仮免許状下付（荏原郡碑文谷-国有鉄道新宿停車場）[10]
- 1912年（大正元年）11月22日 - 武蔵電気鉄道（株）、本免許状下付（荏原郡碑衾村大字碑文谷-国有鉄道新宿停車場）[11]
- 1916年（大正5年）7月7日 - 武蔵電気鉄道（株）、本免許状下付申請却下（1910年5月16日免許横浜市平沼町-蓬莱町間）[12]
- 1917年（大正6年）5月14日 - 武蔵電気鉄道（株）、鉄道免許失効（1911年1月9日免許渋谷町-横浜市平沼町間、調布村-国有鉄道蒲田停車場間、1913年11月22日免許目黒村上目黒-国有鉄道新宿停車場間 指定ノ期限内ニ工事竣工セサルタメ）[13]
- 1917年（大正6年）10月30日 - 武蔵電気鉄道（株）、鉄道免許状下付（豊多摩郡渋谷町-横浜市高島町間、荏原郡調布町-同郡蒲田村間、荏原郡目黒村-豊多摩郡淀橋町間）[14]
- 1918年（大正7年）9月2日 - 田園都市株式会社（資本金50万円）社長に中野武営、相談役に渋沢栄一就任
- 1920年（大正9年）3月17日 - 武蔵電気鉄道（株）、鉄道免許状下付（荏原郡目黒村-麹町区有楽町 地下鉄道）[15]
- 1920年（大正9年）5月11日 - 五島慶太、武蔵電気鉄道の常務取締役に就任（鉄道省監督局総務課長を辞任）
- 1922年（大正11年）6月 - 田園都市（株）、洗足田園都市の土地分譲開始
- 1922年（大正11年）7月22日 - 田園都市（株）の鉄道部門を分離独立させることとなり、目黒蒲田電鉄株式会社発起人総会開催（代表竹田政智）
  - 決議事項
    1. 田園都市（株）から鉄道敷設権（大井町 - 調布村、大井町 - 碑衾村間）の譲受
    2. 武蔵電気鉄道（株）から鉄道敷設権（調布村 - 蒲田）間の譲受
- 1922年（大正11年）10月2日 - 目黒蒲田電鉄臨時株主総会開催、社長に竹田政智、専務取締役に五島慶太就任（武蔵電気鉄道取締役兼務）
- 1923年（大正12年）8月 - 田園都市（株）、多摩川台地区で土地分譲開始（後に高級住宅街の代名詞となる田園調布[16]地区）
- 1923年（大正12年）11月1日 - 目黒蒲田電鉄、蒲田線目黒 - 蒲田間 (13.2 km) 全通、目蒲線と呼称
- 1924年（大正13年）1月8日 - 田園都市（株）、大岡山所在の社有地と蔵前所在の東京高等工業学校（現・東京工業大学）の敷地を交換
- 1924年（大正13年）9月1日 - 武蔵電気鉄道（株）、鉄道免許失効（1920年3月17日免許豊多摩郡渋谷町-麹町区有楽町間 指定ノ期間内ニ工事施工認可申請ヲ為ササルタメ）[17]

### （旧）東京横浜電鉄時代
- 1924年（大正13年）10月7日 - 目黒蒲田電鉄、交換した蔵前の土地の売却金を元手に武蔵電気鉄道を傘下に収める
- 1924年（大正13年）10月25日 - 武蔵電気鉄道臨時株主総会開催、社名を（旧）東京横浜電鉄株式会社と変更、社長に矢野恒太、専務取締役に五島慶太
- 1926年（大正15年）2月14日 - （旧）東京横浜電鉄、神奈川線丸子多摩川 - 神奈川間 (14.7 km) 開通、目蒲線との相互乗り入れが実現し、目黒 - 神奈川間直通運転開始
- 1926年（大正15年）5月22日 - 田園都市（株）、（旧）東京横浜電鉄との共同経営地新丸子地区の土地分譲開始
- 1927年（昭和2年）8月28日 - （旧）東京横浜電鉄、渋谷線渋谷 - 丸子多摩川間 (9.1 km) 開通、渋谷 - 神奈川間 (23.9 km) 直通運転開始、東横線と呼称
- 1927年（昭和2年）11月 - （旧）東京横浜電鉄、菊名地区の土地分譲開始
- 1928年（昭和3年）5月5日 - 目黒蒲田電鉄、田園都市（株）を合併、資本金1325万円、田園都市事業が目黒蒲田電鉄田園都市部に承継
- 1928年（昭和3年）5月7日 - 目黒蒲田電鉄、代表取締役に五島慶太就任
- 1928年（昭和3年）5月18日 - （旧）東京横浜電鉄、東横線神奈川 - 高島町間 (966m) 開通
- 1929年（昭和4年）3月 - 目黒蒲田電鉄と（旧）東京横浜電鉄が沿線人口の増加策として「住宅資金貸付」開始
- 1929年（昭和4年）7月3日 - 目黒蒲田電鉄と（旧）東京横浜電鉄が日吉台の土地（23万7600m2）を慶應義塾大学へ寄付
- 1930年（昭和5年）8月 - （旧）東京横浜電鉄、東横線高島町 - 桜木町間単線着工
- 1931年（昭和6年）2月1日 - （旧）東京横浜電鉄、綱島温泉の浴場経営開始
- 1932年（昭和7年）3月31日 - （旧）東京横浜電鉄、高島町 - 桜木町間 (1.35 km) 単線開業
- 1934年（昭和9年）11月1日 - （旧）東京横浜電鉄、渋谷に東横百貨店を開業
- 1935年（昭和10年）3月15日 目黒蒲田電鉄と（旧）東京横浜電鉄が分譲地の販売促進策として社員に分譲地販売奨励金の支給を開始
- 1936年（昭和11年）10月13日 - （旧）東京横浜電鉄、玉川電気鉄道を傘下に収める
- 1937年（昭和12年）2月26日 - 目黒蒲田電鉄と（旧）東京横浜電鉄の本社事務所を渋谷区大和田町1番地に移転
- 1938年（昭和13年）4月1日 - （旧）東京横浜電鉄、玉川電気鉄道を合併、資本金4250万円
- 1938年（昭和13年）10月20日 - 江ノ島電気鉄道が東京横浜電鉄傘下に入る

### （新）東京横浜電鉄時代
- 1939年（昭和14年）10月1日 - 目黒蒲田電鉄、（旧）東京横浜電鉄を合併（資本金7250万円）、田園都市部門は総務部田園都市課となる
- 1939年（昭和14年）10月16日 - 目黒蒲田電鉄、臨時株主総会を開催し、社名を逆に「（新）東京横浜電鉄株式会社」と変更
- 1940年（昭和15年）5月 - 箱根春山荘の分譲開始

### 大東急時代
- 1941年（昭和16年）9月20日 - 五島慶太、小田急電鉄（同年3月1日小田原急行鉄道より社名変更）社長に就任
- 1941年（昭和16年）11月25日 - 五島慶太、京浜電気鉄道社長に就任
- 1942年（昭和17年）5月1日 - （新）東京横浜電鉄、陸上交通事業調整法の趣旨に則り、京浜電気鉄道、小田急電鉄を合併（資本金2億480万円）、社名を「東京急行電鉄株式会社」（大東急）と変更
- 1944年（昭和19年）2月19日 - 五島慶太、運輸通信大臣に就任（社長辞任）
- 1944年（昭和19年）5月31日 - 東京急行電鉄、京王電気軌道を合併（資本金2億2415万円）
- 1944年（昭和19年）7月18日 - 五島慶太、運輸通信大臣を辞任

※以降の歴史は、東急電鉄を参照。

## 駅一覧
『東京横浜電鉄沿革史』（1943年発行）より（旧）東横電鉄以来の東横本線のみ掲載。以下の線区についてはそれぞれ別項を参照。
- 目蒲線・大井町線・池上線（旧・目蒲電鉄線）：目黒蒲田電鉄#駅一覧
- 玉川線各線（旧・玉川電鉄線）：東急玉川線#駅一覧

| 駅名       | 駅間 キロ | 営業 キロ | 接続路線 | 所在地   | 所在地 | 所在地   |
| ---------- | --------- | --------- | --- | -------- | ------ | -------- |
| 渋谷駅     | -         | 0.0       | 東横電鉄：玉川線 鉄道省：山手線 帝都電鉄 東京高速鉄道 東横電鉄：天現寺橋線（渋谷駅前電停） 東京市電気局（東京市電）：青山線（渋谷駅前電停） | 東京府   | 東京市 | 渋谷区   |
| 並木橋駅   | 0.6       | 0.6       | 東横電鉄：天現寺橋線（並木橋電停） | 東京府   | 東京市 | 渋谷区   |
| 代官山駅   | 0.9       | 1.5       | | 東京府   | 東京市 | 渋谷区   |
| 中目黒駅   | 0.7       | 2.2       | 東横電鉄：中目黒線（中目黒電停） | 東京府   | 東京市 | 目黒区   |
| 祐天寺駅   | 1.0       | 3.2       | | 東京府   | 東京市 | 目黒区   |
| 青山師範駅 | 1.0       | 4.2       | | 東京府   | 東京市 | 目黒区   |
| 府立高等駅 | 1.4       | 5.6       | | 東京府   | 東京市 | 目黒区   |
| 自由ヶ丘駅 | 1.4       | 7.0       | 東横電鉄：大井町線 | 東京府   | 東京市 | 目黒区   |
| 田園調布駅 | 1.2       | 8.2       | 東横電鉄：目蒲線 | 東京府   | 東京市 | 大森区   |
| 多摩川駅   | 0.9       | 9.1       | 東横電鉄：目蒲線 | 東京府   | 東京市 | 大森区   |
| 新丸子駅   | 1.2       | 10.3      | | 神奈川県 | 川崎市 | 川崎市   |
| 工業都市駅 | 0.9       | 11.2      | | 神奈川県 | 川崎市 | 川崎市   |
| 元住吉駅   | 1.0       | 12.2      | | 神奈川県 | 川崎市 | 川崎市   |
| 日吉駅     | 1.4       | 13.6      | | 神奈川県 | 横浜市 | 港北区   |
| 綱島温泉駅 | 2.2       | 15.8      | | 神奈川県 | 横浜市 | 港北区   |
| 大倉山駅   | 1.7       | 17.5      | | 神奈川県 | 横浜市 | 港北区   |
| 菊名駅     | 1.3       | 18.8      | 鉄道省：横浜線 | 神奈川県 | 横浜市 | 港北区   |
| 妙蓮寺駅   | 1.5       | 20.3      | | 神奈川県 | 横浜市 | 港北区   |
| 白楽駅     | 1.2       | 21.5      | | 神奈川県 | 横浜市 | 神奈川区 |
| 東白楽駅   | 0.7       | 22.2      | 横浜市電気局（横浜市電）：六角橋線（白楽電停）                                                                                              | 神奈川県 | 横浜市 | 神奈川区 |
| 新太田町駅 | 0.5       | 22.7      | | 神奈川県 | 横浜市 | 神奈川区 |
| 反町駅     | 0.5       | 23.2      | | 神奈川県 | 横浜市 | 神奈川区 |
| 神奈川駅   | 0.5       | 23.7      | 鉄道省：東海道本線（神奈川駅 (国鉄)） 京浜電気鉄道：本線（京浜神奈川駅） 横浜市電気局（横浜市電）：六角橋線・浅間町線（青木橋電停）         | 神奈川県 | 横浜市 | 神奈川区 |
| 横浜駅     | 0.6       | 24.3      | 鉄道省：東海道本線 京浜電気鉄道：本線 神中鉄道 横浜市電気局（横浜市電）：神奈川線（横浜駅前電停）                                           | 神奈川県 | 横浜市 | 神奈川区 |
| 高島町駅   | 0.7       | 25.0      | 横浜市電気局（横浜市電）：神奈川線（高島町電停）                                                                                            | 神奈川県 | 横浜市 | 神奈川区 |
| 桜木町駅   | 1.3       | 26.3      | 鉄道省：東海道本線 横浜市電気局（横浜市電）：神奈川線（桜木町駅前電停）                                                                     | 神奈川県 | 横浜市 | 中区     |